# William Hollrock
William Gustav Hollrock, III (* 15. Februar 1940 in White Plains, New York) ist ein ehemaliger US-amerikanischer Bobsportler.
Hollrock gewann 1974 und 1975 den Wettbewerb im Viererbob bei den jährlichen American-Athletic-Union-Meetings. Ebenfalls 1975 nahm er an den Weltmeisterschaften in Cervinia teil und belegte den 15. Platz.
Bei den Olympischen Winterspielen 1976 in Innsbruck belegte er zusammen mit Earl Frisbie, Frederick Fritsch und Phil Duprey Rang 19.
Nach dem Ende seiner sportlichen Karriere zog Hollrock nach Lake Placid. Er arbeitete als Trainerassistent des US-amerikanischen Bobteams und wurde 1991 Sekretär beim nationalen Bob-Verband.